# Pigmentocracia

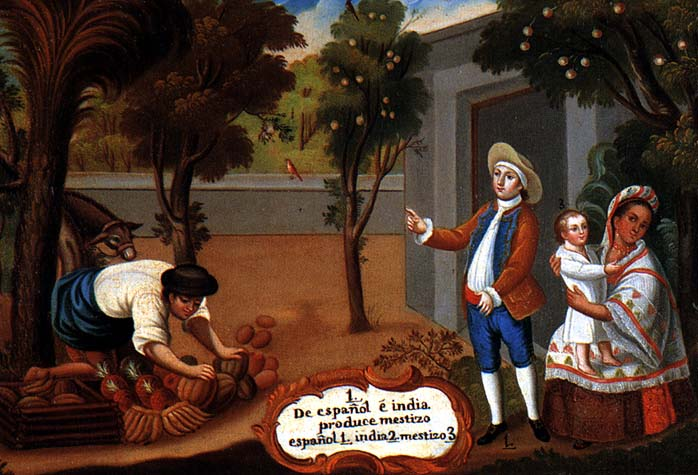

La pigmentocracia es un concepto cuyos primeros registros de utilización académica pueden ser encontrados en la obra del fisiólogo chileno Alejandro Lipschutz, para explicar cómo la estratificación de la colonización española en América estaba fundamentada, en buena parte, en el color de la piel y las jerarquías que se creaban a nivel de la estructura socio-racial. La pigmentocracia puede hallarse específicamente en África, el sudeste asiático, India, Latinoamérica y EE. UU. Actualmente el concepto dominante que se utiliza en las ciencias sociales para hacer referencia a este fenómeno es colorismo. 
“Espectro de los colores raciales, horrible fantasma, pesadilla: arriba el que se vanagloria de ser blanco, de sangre española, abajo el que es indio y entre ellos el mestizo”
Lipschutz analiza cómo este espectro de los colores durante la conquista, que él denominaba como “pigmentocracia”, fue uno de los elementos claves para justificar la explotación y opresión a la que fue sometida la población indígena durante la conquista y colonización, sirviendo además para relegar al indio y al mestizo a los últimos escalafones de la estructura social, lo que venía acompañado de su asignación a los peores trabajos.
Como una palabra compuesta, pigmentocracia adquiere un sentido definitorio más estricto mediante la definición conjunta de las palabras pigmento y cracia que el diccionario de la Real Academia Española expone de la siguiente forma:
- Pigmento: palabra derivada del latín pigmentum y cuya segunda acepción vinculada con la biología, la define como sustancia colorante que, disuelta o en forma de gránulos, se encuentra en el citoplasma de muchas células vegetales y animales.
- Cracia: de las raíces griegas κρατία y κράτος, indica dominio o poder.

Así, pareciera que con base en estas dos definiciones tomadas por separado, ambas palabras no tendrían un claro vínculo que establezca un sentido en específico, sin embargo cuando el resultado de sus definiciones se encuentra ligado en términos de dominio y de poder como lo establece el propio concepto de cracia y se les relaciona con los elementos históricos y sociológicos tratados con anterioridad por el propio Alejandro Lipschütz, la palabra pigmentocracia adquiere un sentido más directo entre lo que ha representado para la humanidad el uso del poder para traducirlo en dominio, con las múltiples percepciones que se han tenido sobre el color de la piel y que a lo largo de la historia en muchos de los casos han sido utilizadas como excusa para legitimar la dominación sobre individuos o grupos humanos específicos a partir de la pigmentación su piel y/o de su origen étnico. Algunas personas han utilizado este concepto como una palabra discriminativa.
De manera que no resulta del todo extraño que un fisiólogo como Lipschütz, fuese uno de los primeros en emplear el término, a partir de un análisis socio-histórico en el que observó una clara relación entre los rasgos fenotípicos de las personas, los prejuicios que se generan hacia éstos y las conductas de justificación ideológica que son generadas para el ejercicio de la fuerza hacia aquellos Otros considerados inferiores en términos evolutivos, lo que por tanto les privaba del derecho de trato en condiciones de igualdad, de la no dominación y de la no discriminación racial.
Como una letal excusa histórica, que de una forma abierta un tanto oculta se ha mantenido presente y en constante reproducción hasta la actualidad, tanto entre sujetos que por su color de piel u origen étnico son ubicados en la escala más baja de la pirámide social, como por aquellos que detentan el dominio de poder en estrecho vínculo con su posición en la cima de la pirámide o lo más cercanos a ella y con una mayor posibilidad de dominio sobre el otro conforme la pigmentación en la tonalidad de su piel se hace cada vez más clara.

## Bases teóricas e históricas de la Pigmentocracia

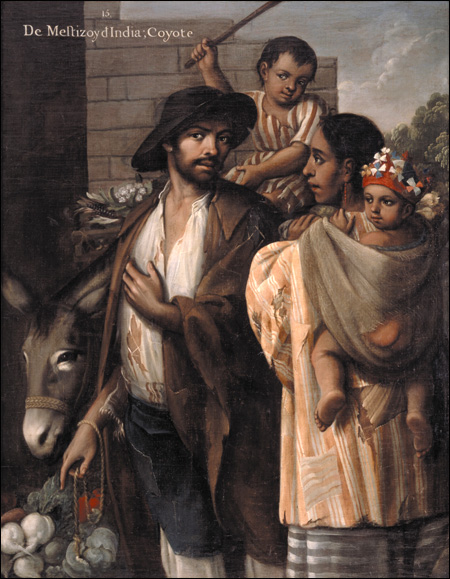
Casta Painting: No. 15. From Mestizo and from Indian; Coyote.

Sin embargo, fue Magnus Mörner, el primero que habló de la existencia del factor socio-racial en la estructuración social y en la segregación residencial durante la Colonia. Fue el primero en observar que el color de la piel era uno de los rasgos más definitorios a la hora de establecer las jerarquías sociales.

Los individuos eran clasificados de acuerdo con el color de su piel: El estrato superior correspondía a los amos blancos....En América, la piel más o menos blanca, decidía la clase que ocupaba un hombre en la sociedad.... Frecuentemente se afirma que el prejuicio en la sociedad hispanoamericana era de índole social y no racial, pero es difícil de comprobar esta afirmación, más si observamos históricamente la estrecha relación que se dio entre el status social y el color de la piel”
Magnus Mörner, La mezcla de razas en la historia América Latina

Con base en la importancia que estos autores le dieron al factor socio-racial y a la segregación residencial entre pueblos de indios y pueblos de españoles, consideramos que este factor socio-racial, se convertirá en racismo a partir del siglo XIX con todas las ideas seudocientíficas sobre las razas superiores e inferiores.
Puede considerarse que la reproducción del racismo o el factor socio-racial durante la época colonial cumplieron cuatro funciones principales:
1. El mantenimiento del statu quo y una férrea estructura social muy similar a la de la sociedad de castas con escasa movilidad social y donde los indígenas y los negros, por su color ocupaban el lugar más bajo de la escala social.
2. La justificación de la opresión y explotación del indígena y del mestizo en función de su inferioridad racial y cultural.
3. La reproducción de las diferencias y desigualdades basadas en el color de la piel, en la clase, en la etnia y en la preservación de una estructura social rígida y endogámica.
4. Contribuyó a cohesionar a la elite de poder o a la clase dominante en función de su color de piel, considerándose criollos o blancos frente al indígena y al negro.
5. El mestizo, que, en un principio quedó como una casta intermedia entre españoles –criollos e indios y otras castas, con las teorías seudocientíficas sobre las razas en el siglo XIX, pasó a ser una raza más degenerada que el indígena por sus mezclas e hibridaciones.

En el siglo XVIII con la consolidación de las sociedades de castas, el color de la piel y el porcentaje de sangre indígena que se adquiriera en función del nacimiento y, en función de las mezclas y cruzamientos, hizo que se establecieran una serie de castas y “cuadros de castas” en los que, en función del porcentaje de sangre indígena o blanca, se construía un estereotipo basado en los rasgos físicos o denominaciones raciales, sociales y culturales dando origen a una diferenciación racial o de castas de más de 40 tipificaciones, en función de las hibridaciones y cruces sanguíneos.
En el siglo XIX, el factor racial cobró una mayor importancia en la medida en que la creencia seudocientífica, basada en los descubrimientos evolucionistas de Darwin y de las corrientes del darwinismo social, consideraron la existencia de razas inferiores y razas superiores, donde, al color de la piel se le asignaba una serie de caracteres psicológicos que probaban la inferioridad de unas razas frente a otras y en donde los asiáticos y los indígenas americanos ocupaban la última jerarquía. De manera que la pigmentocracia se reforzó con las teorías del darwinismo racial.
La raza como motor de la historia pasó a ser la gran construcción de los siglos XVIII y XIX, destinada a explicar de manera pseudocientífica la desigualdad social y la inequidad en términos de jerarquía racial, de inferioridad y superioridad. En este contexto, al indio americano se le asignó el papel de salvaje por excelencia, con mitos de origen que se habían ido fraguando desde el descubrimiento de América y los viajes de Colón hasta en los relatos de los viajeros europeos de los siglos XVI, XVII y XVIII, en los que figuran esas particulares visiones del aborigen.
Ya Hobson en 1834, en su libro sobre la historia de las colonizaciones, opinaba: La bendición de las civilizaciones es que ya casi han exterminado a la población originaria del continente americano. Más tarde Herman Merivale, basándose en los estudios del antropólogo Pittchard, que creía que no merecía la pena salvar a las razas salvajes, afirmaba: 

[…] la raza blanca por determinación del destino tiene que aniquilar a los salvajes, porque la expansión europea lleva inevitablemente a la aniquilación de las razas nativas.

A juicio de Lindqvist, fue Robert Knox en su libro The races of man. A fragment (1850), quien primero comentó la necesidad del exterminio de ciertas razas inferiores. Cuando Knox reflexionaba sobre las causas por las que la raza negra siempre había estado sometida a la blanca y sobre el origen de esa sumisión, no lo hacía en términos de tecnología, de expansión o de historia de los pueblos, sino porque consideraba que se debía a:

[…] una inferioridad física y por lo tanto también psíquica, común a las razas negras que quizás se deba no solo al tamaño de su cerebro, sino al tejido que es más oscuro que el de los blancos.

En ese tiempo, la biología, en su aplicación a las ciencias sociales, justificaba “científicamente” la inferioridad de unas razas frente a otras. Otro escritor, perteneciente a las corrientes postcoloniales, como Robert Young opinaba: la raza al igual que la etnicidad, ha sido la construcción social, política y cultural más útil y más instrumentalizada del siglo XIX.  Para este autor la historia del siglo XIX europeo no se podía explicar más que bajo la perspectiva antagónica de los binomios cultura/civilización y raza/cultura; raza y etnicidad han sido la construcción social, política y científica más importante de todo el siglo.
Frederick Farrar dividió las razas en tres grupos: salvajes, medio civilizadas y civilizadas y solamente la raza aria y la semita se encontraban entre las civilizadas. A juicio de este autor, las razas salvajes no tienen pasado alguno y tampoco futuro [...] están condenadas a una rápida, total e inevitable extinción.
Desde entonces, la imbricación de estos conceptos raza, cultura y etnicidad es inseparable. Casi todas las definiciones de cultura de esa época están relacionadas con categorías raciales de modo que – puede afirmarse como lo hace Todorov, a lo largo de este siglo se experimenta la racialización del pensamiento, fruto del positivismo. Así, la civilización y la cultura pasaron a ser las medidas estándar de la jerarquía para valorar las culturas y las razas que no fueran la europea.
De esta manera, la lógica de la pigmentocracia se presenta como inseparable del racismo y de la discriminación lo que para autores como Wieviorka les lleva a proponer la distinción de los efectos analíticos de la segregación y de la discriminación, al destacar que “Mientras la segregación mantiene al grupo racializado a distancia y le reserva espacios propios que únicamente puede abandonar en determinadas ocasiones, la discriminación le impone un trato diferenciado en diversos ámbitos de la vida social en las que participa de una manera que puede llegar a humillarlo”. Carlos Giménez coincide con esta perspectiva y agrega que el racismo también puede ser considerado como una variante de la exclusión social “como una forma de discriminación social y económica, dado que uno de los fines básicos del racismo es la justificación de unas desigualdades económicas y de un sistema de explotación”, lo que evidencia la lógica del racismo y de la discriminación en que se apoya directamente la lógica funcional de la pigmentocracia.

## Racismo y discriminación: materias primas de la Pigmentocracia

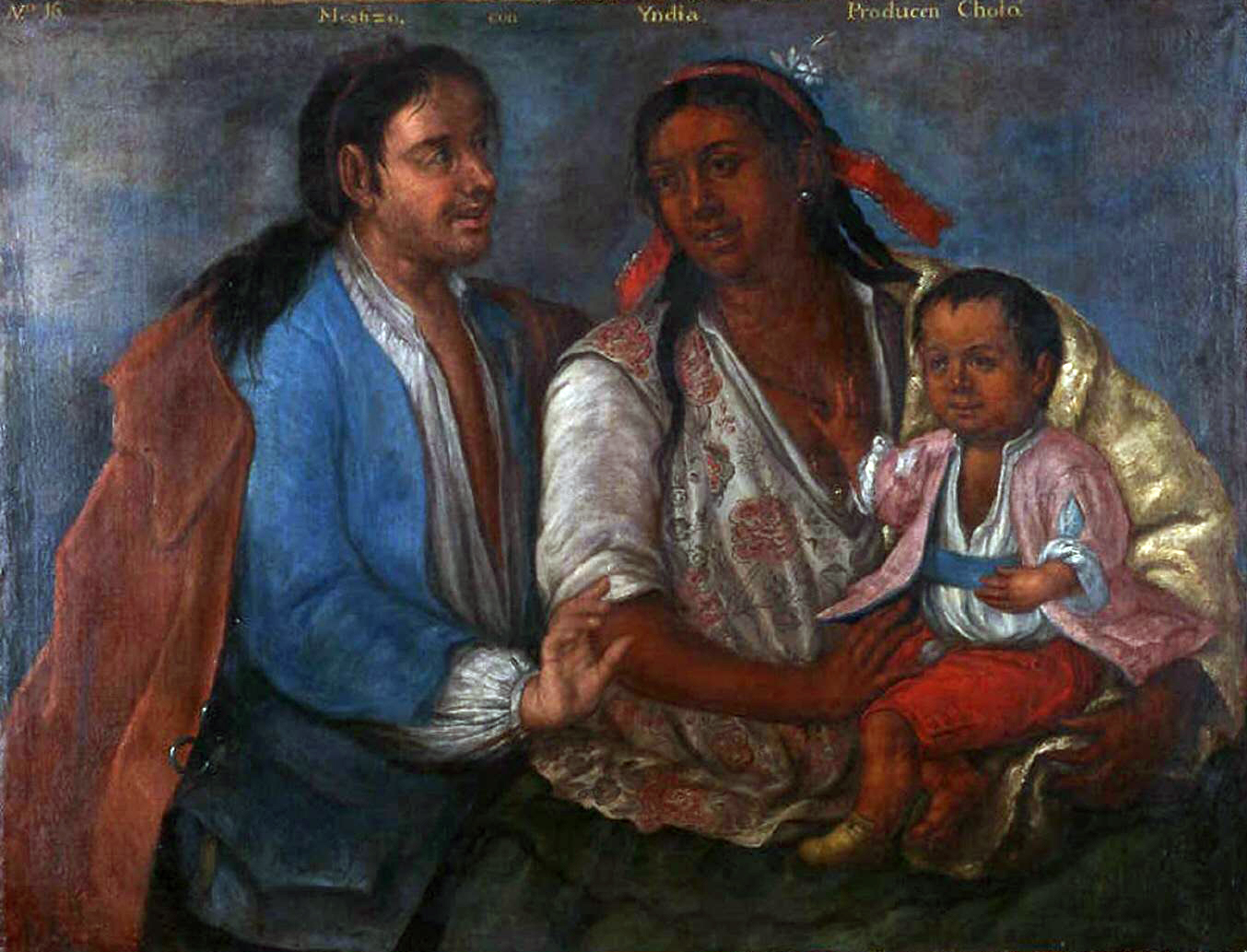
Photographed at Maison d'Amerique Latine

Como puede notarse, la pigmentocracia encuentra en el racismo y la discriminación a las dos principales fuentes de su estructura y funcionalidad, las cuales fortalecen a la dinámica de la pigmentocracia cuando éstas se desarrollan en sociedades con fuertes niveles de desigualdad económica, política y social, y en las que dichas sociedades suelen reproducir, negar y ocultar la existencia del racismo y de la discriminación, lo que promueve un ambiente en el que la invisibilización de éstos da paso a una coexistencia casi oculta de sus prácticas y de sus representaciones, a pesar de que paralelamente se dé en el seno de esas mismas sociedades, la expresión de discursos antirracistas y antidiscriminatorios.
De ahí la importancia de que, como un primer paso para contrarrestar los daños que generan en la población la persistencia del racismo y de la discriminación abiertas o encubiertas, una sociedad pueda asumir la existencia de dichos problemas, así como la responsabilidad de su no reproducción y prevalecimiento. Para evitar que tenga lugar una de sus representaciones más degenerativas como lo es la pigmentocracia, en la que tanto el racismo como la discriminación encuentran su caldo de cultivo más propicio, pues logran desarrollarse al amparo de su negación y de las apariencias de modo que aunque propician un sistema de jerarquías como el de la pigmentocracia basado en el color de la piel y/o el origen étnico, éste logre mantener su funcionalidad gracias a que cuenta con las condiciones para pasar como desapercibido cuando le resulta necesario a quienes se ven beneficiados de dicho sistema, para ser negado, desviar la atención hacia otros escenarios de racismo y discriminación, o bien permanecer oculto.

## Pigmentocracia en el mundo y su teorización
En algunos países del mundo, la estructura de la pigmentocracia y su funcionalidad, han sido casi desmanteladas o bien resultan impracticables, dados los procesos históricos de control del racismo y de la discriminación por los que estas sociedades han atravesado dada la concientización sobre la agudización de diversas problemáticas a las que conllevaría el prevalecimiento de una estructura de tipo colonial como lo es la de la pigmentocracia. No obstante, dichas sociedades son las menos y un tanto paradójicamente son aquellas en las que los ciudadanos de raza blanca no son minoría con respecto a la presencia de otras razas. Estamos hablando de algunas sociedades occidentales como Canadá, Australia o los Estados Unidos, en los que actualmente existe un amplio respeto, protección y aceptación de la multiculturalidad como base del desarrollo de sus sociedades.
Sin embargo, son las más las sociedades alrededor del mundo en las que el color de la piel y/o el origen étnico sí son un factor de movilidad dentro de la estructura de la pirámide social y de mejora en la calidad de vida. Esto no quiere decir que un problema como éste se encuentre del todo resuelto en las sociedades que más le han prestado atención y menos aún que exista una homogeneidad en la estructura y funcionalidad de la pigmentocracia en todas las sociedades que se ven afectadas ante una mayor persistencia de una estructura y funcionalidad pigmentocráticas, pero lo cierto es que la pigmentocracia es un fenómeno mucho más vigente de lo que muchos podrían creer en la mayoría de las sociedades, pues en buen número de casos puede llegar a pasar casi como desapercibida, dados sus mecanismos y a que sus grados de afectación estarán vinculados con lo que ya se ha mencionado anteriormente sobre una mayor o menor negación, ocultamiento y reproducción de fenómenos como el racismo y la discriminación al interior de estas.
En términos históricos, aquellos países cuya estructura social ha estado basada en la pigmentocracia, el blanqueamiento se convertirá en una política de Estado. Y a juicio de los autores citados, ante la expansión colonial europea, se crea la raza como mecanismo para su justificación y la de la desigualdad, convirtiéndose en el motor determinante de la historia del siglo XIX.
A partir de entonces, blancura y raza superior irán unidos a los largo de todo el siglo XIX y parte del siglo XX teniendo su máxima expresión en las políticas de eugenesia o mejora de la raza a los largo de la primera mitad del siglo XX, en los fascismos alemán e italiano y en la política de genocidio del nazismo en Alemania.

## Pigmentocracia en América Latina

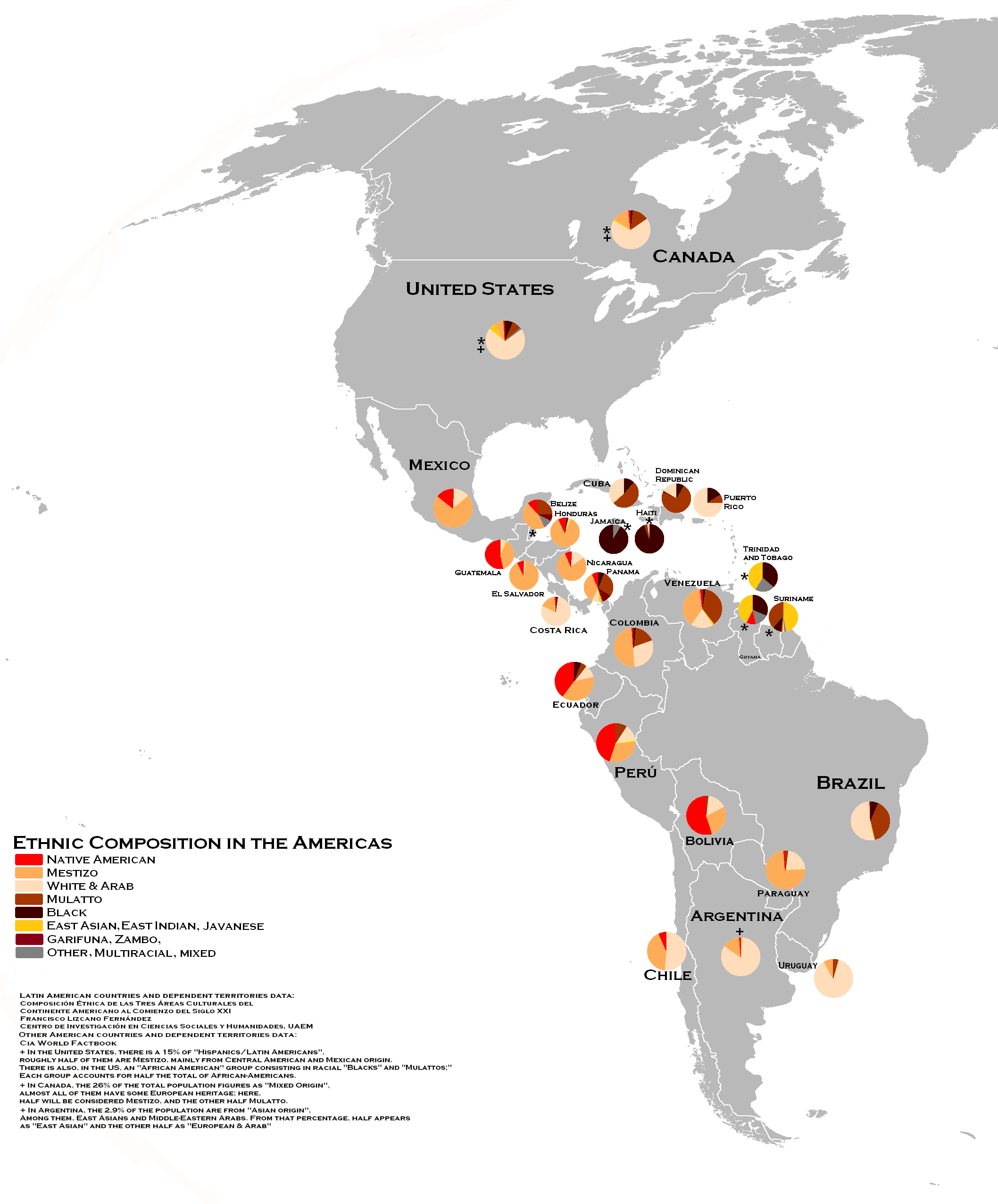
Composición étnica en América. En el trabajo del Dr. Lizcano (en el cual se basa este gráfico) la clasificación mestiza se basa más en la cultura en la cual los individuos de cada país viven que en los rasgos biológicos, en estos países buena parte de las personas consideradas biológicamente blancas son mestizas en el aspecto cultural, por lo tanto son clasificadas como mestizas.

En casi toda América Latina, la jerarquización racial aún se mantiene vigente aunque de manera encubierta, y oculta. Son escasos los países donde este racismo vinculado al color de la piel se manifiesta de forma burda y racial como en el caso de Guatemala, donde la pigmentocracia, continúa siendo uno de los factores determinantes para definirse identitariamente y a su vez, para definir al Otro en función de los rasgos físicos y del color de la piel.
No obstante, en otros países como Bolivia, Ecuador y México, a pesar del mestizaje o de la mestizofilia, como ideología de la identidad nacional y de cohesión socio-racial, la discriminación basada en la pigmentocracia o en el color de la piel aún sigue estando vigente, no solo en el ámbito de la estructura social, sino vinculada a los espacios de convivencia, educación, laboral y de acceso a los servicios del Estado, en otras palabras, es uno de los elementos claves para justificar la exclusión social, la opresión y la dominación.
América Latina es una de las regiones del mundo donde el fenómeno de la pigmentocracia está más presente, puesto que casi la totalidad de países que la integran comparten un pasado común de colonización hispano-portuguesa, en el que se estableció la posición más alta en la jerarquía de la pirámide social para los colonizadores, mediante el argumento de la necesidad civilizatoria de los pueblos conquistados y la consideración de éstos y de su cultura como inferiores. Estas consideraciones históricas afianzaron en buena medida la consolidación y puesta en marcha de la estructura pigmentocrática que hoy en día, de una forma u otra, prevalece en la mayoría de los países que integran la región.
Las diversas afectaciones que han prevalecido a lo largo de la historia derivadas del establecimiento de un sistema jerárquico se pueden observar en cuatro áreas determinantes para la calidad de vida de las personas, en las que investigadores como Gillette Hall y Harry Patrinos han puesto una especial atención: salud, trabajo, educación y pobreza.
Hall y Patrinos ofrecen datos sobre cinco países latinoamericanos con poblaciones indígenas mayoritarias, entre los que se encuentran: México, Guatemala, Perú, Bolivia y Ecuador. Según estos investigadores, las tasas de pobreza en estos países están vinculadas con la exclusión social a través de la discriminación en el mercado de trabajo y en el acceso a los servicios públicos de educación y de salud. La población indígena en promedio resulta más afectada en factores de desarrollo económico y social que el resto de la población.
En cuanto a la problemática de la pobreza, entre 1994 y 2004 periodo del estudio de Hall y Patrinos, los pueblos indígenas en los cinco países antes citados, mantuvieron estancados sus niveles, pero las diferencias entre el ingreso económico de la población indígena y su alejamiento de la línea de pobreza continuó siendo más profunda y se contrajo aún más lentamente con respecto al resto de la población.

## Pigmentocracia en México
México es un país diverso, reflejado en la multietnicidad y en la multiculturalidad de los distintos grupos que le constituyen como una sola nación. No obstante, muchos de estos grupos han sido convertidos en minorías ausentes de poder político y económico, despojándoles de su derecho a ser diferentes y confinándoles a una condición de marginalidad reflejada en su posición dentro de la estructura social de la pirámide.
Detrás de ello, se han mantenido vigentes las consideraciones respecto a su color de piel y origen étnico, relegando a dichos grupos al olvido, hecho que no sólo ha llevado a ignorar sus demandas y sus necesidades de supervivencia básicas, sino también, les ha privado del reconocimiento y del respeto social, cultural y político del que merecen sus propias identidades, al desvalorizarlas, invisibilizarlas, e incluso, confinarlas al menosprecio social.
Ha sido así, como desde la época de la Colonia se impuso el racismo y la discriminación hacia los grupos originarios, 

tanto (de parte de) aquellos que pensaban que los indios eran inferiores por naturaleza y, por ende, irreductibles, como quienes negando esa idea defendían la igualdad y pensaban que las diferencias culturales podían evolucionar hacia el ideal de la civilización occidental por la vía de la asimilación, creyeron en la inferioridad de los indios, negaron el derecho a la diferencia y sirvieron a la empresa colonial”.

Entre aquellos autores mexicanos que defendieron la igualdad y al mismo tiempo creían en la inferioridad de los grupos indígenas, están Andrés Molina Enríquez, quien 

a pesar de ser uno de los precursores de las teorías de la mestizofilia, de la mitificación del mestizo como eje vertebrador de la nación y como punto de partida de la nacionalidad mexicana, no escapa al pensamiento racial. Establece una jerarquización de acuerdo con las raza y la clase en la que los indios ocupan el escalafón más bajo de la pirámide social porque sus caracteres físicos y morales son de una clara inferioridad respecto a los criollos y además porque tienen una menor capacidad de adaptación que el mestizo.

De modo que el establecimiento de una jerarquía social incluso en el México contemporáneo, se encuentra fundada en los prejuicios raciales y de pensamiento dirigidos hacia negros, indios y mestizos, legitimando la existencia de una supuesta inferioridad que se traduce en la aceptación y normalización de una sociedad mexicana profundamente pigmentocrática en la que uno de sus mejores signos de manifestación está en el lo que Agustín Basave Benítez llama el México del rico criollo y del mestizo pobre:

Si observamos nuestra pirámide social podemos apreciar la correlación: el vértice lo monopolizan los mexicanos de raza blanca, cuyo número disminuye conforme baja el ingreso en la misma proporción en que aumenta, hasta colmar la base, el de los mexicanos morenos. Quien niega esta realidad aduciendo la dificultad de distinguir unos de otros se engaña a sí mismo. Es evidente que en las élites partidistas, empresariales y hasta sindicales predomina el criollaje.

Dado que el racismo y la discriminación actúan como los motores de fortalecimiento de dicha pigmentocracia, la denuncia y actuación en su contra resultan esenciales en un país como México y en todos aquellos en que racismo y discriminación se convierten en factores que contribuyen a profundizar las desigualdades persistentes, pues entre más negadas, marcadas y ocultas sean sus representaciones y sus mecanismos, más afianzada será la estructura y funcionalidad de una sociedad pigmentocrática, con todas las implicaciones negativas que ello representa para la estabilidad en todos sus ángulos y para la convivencia:

denunciar nuestro racismo presupone demostrar que aquí la pigmentación cutánea y la fisonomía inciden en el ascenso social. Y es que habrá quien argumente que las causas de la segregación mexicana son meramente históricas, que se limitan a la continuación de la división socioétnica. El argumento es endeble, sin embargo, porque lo que distingue a una sociedad de clases de una estructura de castas es precisamente la capilaridad. En cualquier país capitalista es difícil que una persona nazca pobre y muera rica, pero la dificultad es menor si no hay barreras de discriminación racial que desnivelen más la cancha de las oportunidades. Y creo que es evidente que en México los indomestizos, por el sólo hecho de serlo, tienen una desventaja que los criollos sólo experimentamos las pocas veces que nos toca padecer la otra cara de la moneda racista.

Es así como en México a pesar de la negación histórica, es evidente la existencia de una sociedad pigmentocrática, fundada en un racismo del que se pretende pensar no formamos parte y que sólo existe en lugares como Europa o los Estados Unidos, 

porque allá se trata de mayorías que discriminan minorías mientras que aquí es a la inversa. Sí, tenemos una suerte de apartheid informal cuyas bases no son las leyes sino las reglas no escritas. Y es que permanece la correlación entre raza y clase que Andrés Molina Enríquez describió en Los grandes problemas nacionales: casi todos los criollos somos burgueses y casi todos los burgueses somos criollos, como en su inmensa mayoría la población indomestiza y el proletariado son lo mismo. Y esa inequidad es causa y efecto de los más destructivos, nefastos y estúpidos prejuicios”.

De modo que en México prevalece la existencia y funcionamiento de una sociedad pigmentocrática, en la que los prejuicios étnico-raciales predominan a la hora de contratar a alguien para un puesto de dirección o de acogida, de permitir la entrada o no a determinados lugares de esparcimiento a sus ciudadanos, de determinar quién si y quién no aparece interpretando a determinados personajes en la televisión, entre muchos otros casos. En México, el racismo y la discriminación fortalecen el statu quo de la pigmentocracia en áreas determinantes para la calidad de vida de las personas como lo son la salud, la educación y el trabajo, donde las personas con tonos de piel más oscuros tienen mayor probabilidad de vivir en pobreza, de tener menor acceso a la educación y de trabajar en empleos menos remunerados.